# 銀翼のイカロス
『銀翼のイカロス』（ぎんよくのイカロス、英語: Icarus-Flying on Silver Wings）は、池井戸潤による日本の経済小説。経済専門雑誌『週刊ダイヤモンド』（ダイヤモンド社）にて2013年5月18日号から2014年4月5日号まで連載され、2014年7月28日に単行本化、2017年9月5日に文春文庫より文庫化、2019年12月13日に講談社文庫より『半沢直樹 4 銀翼のイカロス』に改題の上文庫化された。
『オレたちバブル入行組』から始まる半沢直樹シリーズの第4作目で、主人公の半沢が子会社・東京セントラル証券から東京中央銀行に復帰して以降の物語。家族要素のエピソードは描かれていない作品は、前作『ロスジェネの逆襲』と本作のみである。
本作は、2020年7月19日よりTBS系列で放送されたテレビドラマ『半沢直樹（2020年版）』の第二部（後半）の原作にあたる。
Audibleにてオーディオブックが他の半沢直樹シリーズ既刊とともに2018年9月14日より吉田健太郎の朗読で配信された。

## あらすじ
プロローグ
都市銀行が合併を繰り返しメガバンクが構成される中、都市銀行である産業中央銀行と東京第一銀行もまた合併することとなり、合併して東京中央銀行が誕生する。
ところが、合併直後に東京第一銀行がかつて行っていた不適切融資エリア51案件の１つが発覚し、旧東京第一銀行頭取で合併後は東京中央銀行の副頭取に就任していた牧野 治が逮捕される。調査に乗り出したところで仮釈放されていた牧野が自殺したことで真相は謎のままとなり、東京中央銀行は現在に至るまで行内が分裂する。
序盤
時を経て、以前より経営が悪化していた大手航空会社の帝国航空は、業績悪化によって2度にわたり再建計画の下方修正を行うが業績回復の兆しがみられず、時の政権与党、憲民党がようやく重い腰を上げて「帝国航空経営改善の為の有識者会議」を発足させ同社の再建計画を練っていたが、計画は一向にまとまらずにいた。
帝国航空に対し700億円超えの融資をしている準主力銀行である東京中央銀行では、不良債権融資先の債権管理を審査部が担当していたが、憲民党と同様に帝国航空の再建計画がまとまる気配がなかった。このまま帝国航空の業績悪化が続くと経営破綻し、債権回収が困難になることを懸念した頭取中野渡 謙は役員会で営業第二部部長の内藤 寛を通じて、過去に伊勢島ホテルの再建実績がある半沢に対し帝国航空修正再建案のフォローをするよう同社の再建担当に任命する。
審査部は旧T（旧東京第一銀行）の旗頭である常務取締役の紀本 平八、その部下で同じく旧Tの審査部次長である曽根崎 雄也が帝国航空を旧T時代より長年担当しており、旧S（旧産業中央銀行）の行員が多数を占める営業第二部への担当替えを「梯子外し」と見なし快く思っていなかった。一方、帝国航空では社長の神谷 巌夫、財務部長の山久 登の両名は利益よりも大義を優先するあまり、今回起きている経営危機に対する危機感が希薄であった。
曽根崎が帝国航空と馴れ合いの関係を続けていたことを知った半沢は毅然とした態度で挑み、このままでは追加融資が出来ないこと、大義よりも利益を優先するべきであることを伝えた上で、地に足のついた抜本的なリストラや赤字路線の廃止を含めた経営再建案を掲示し、後がないと認識した帝国航空は渋々ながらも半沢の再建案を受け入れる。
中盤
しかし、時を同じくして憲民党から進政党への政権交代が起き、新たに国土交通大臣に就任した進政党の白井 亜希子によって帝国航空の再建案は白紙撤回され、諮問機関「帝国航空再生タスクフォース」が立ち上げられる。タスクフォースのリーダーで腕利きの弁護士でもある乃原 正太は経営再建案として帝国航空に融資している全金融機関に対して一律7割の債権放棄を求める。進政党の重鎮議員である箕部 啓治からの後ろ盾を得ていた白井は、政権交代による進政党のイメージ戦略の為に帝国航空の経営危機を利用しており、乃原は弁護士として名を挙げることを目論んでいた。
銀行にとって不利益でしかなく、経営再建を正しく行うべきだと半沢は要求を拒絶するが、常務である紀本はなぜか受け入れることを前提に行内で話を進めていた。帝国航空のメーンバンクである開発投資銀行の谷川 幸代もまた債権放棄を拒絶する旨を上層部に伝えるも、民営化を恐れていた上層部は債権放棄を呑むことを決定する。
タスクフォースは「憲民党の否定ありき」と言いながら、その再建内容は有識者会議が策定したものとほとんど同じであり、さらに帝国航空にも費用を付け回すなど横暴を働く。
半沢は債権放棄を拒絶すべく動くが、中途で前回帝国航空を正常債権とした金融庁が自身の責任を免れるべくヒアリングを行い、黒崎 駿一が検査官として着任し、金融庁に提出された再建案と実際の再建案が大きく異なることを指摘する。真相は曾根崎が帝国航空から渡された再建案を改竄して金融庁に提出したというものであり、曾根崎は紀本の後ろ盾のもと帝国航空の錯誤として処理しようとするも山久は拒絶し、曾根崎は出向となり金融庁からは東京中央銀行に対し業務改善命令を出す。
業務改善命令と共に、「航空行政への影響を考慮せよ」との所見が付いたことで東京中央銀行の役員会では債権放棄を呑むべきであるという論調が強まり、内藤と紀本の議論の末「債権を放棄するが、開発投資銀行が債権を放棄した際には同調する」との内容で決着された。
しかし銀行団による債権放棄表明の当日、開発投資銀行の民営化は閣議で決定され谷川の尽力もあり開発投資銀行は債権放棄を拒絶し、同時に東京中央銀行も債権放棄を拒絶、タスクフォースの目論見は大きく躓く。
終盤
田島は帝国航空の資料を精査し、過去に東京第一銀行から再建案を出した際に羽田-舞橋路線の撤退について「舞橋が箕部議員の地元であり、箕部議員は当行親密先であるため時期尚早」と述べられていたことを発見する。当時の東京第一銀行から箕部に対してマンション建設費用として20億円が貸し付けられていたが、その融資は5年間にわたり担保が設定されていないなど不可解なものであり、半沢は当時の担当である灰谷 英介に話を聞くも拒絶される。半沢は元教育担当で検査部部長代理であり、かつて中野渡の下で働いていた富岡 義則に調査を依頼する。富岡は、20億円は転貸された可能性があることを指摘すると同時に、この融資がかつて問題となった旧東京第一銀行の不適切な融資の一つではないかと疑う。
一方、灰谷は紀本の指示を受けて問題の融資とその他隠蔽している融資が無事であることを書庫センターで確認するが、それが元となり今まで発見されなかったほかも含めた不可解な融資を富岡が発見し、半沢も知るところとなる。問題の融資は箕部のファミリー企業舞橋ステートに転貸され、同社はその費用で舞橋空港の建設予定地を購入して大儲けをしていたのだった。同時に、その資金は選挙資金として箕部に流出していたことも発覚する。
灰谷は富岡を追うが、富岡の正体は頭取直轄の融資調査担当であり書類を押さえられて身動きができなくなった灰谷は半沢と富岡に全てを話し、紀本が中心となって全てが行われていたことが証明される。
紀本が債権放棄に協力的であったのは、かつて舞橋の地元企業の破綻処理に携わっていた乃原がこの件をもとに脅迫していたからであった。なおも債権放棄を呑ませたい乃原は中野渡にこの融資のことを伝え、債権放棄か信用を瓦解させるか選ぶよう迫る。
ラスト
乃原は債権放棄表明の場として白井、箕部、そして多くの記者を集めた会見に中野渡を呼ぶが、当日来たのは半沢であり、半沢は3人を論破し舞橋ステートの融資を公表、箕部が資金を受け取っていたことが大衆の知るところとなり箕部は離党、白井は国土交通大臣を辞することとなった。
未だに旧派閥で争いあう東京中央銀行で真の行内融和を進めたかった中野渡は債権放棄ではなく、全てを公にしてわだかまりをなくすことを選んだのであった。紀本にもその旨を伝え、観念した紀本は調査に協力し、隠蔽していた融資を世間に公表することとなる。
紀本は辞任し、中野渡は半沢に対し感謝の念を述べると同時に頭取を辞することを明かした。

## 登場人物

### 東京中央銀行
10年前に東京第一銀行と産業中央銀行が合併してできた大手銀行。今なお出身銀行ごとに派閥があり、東京第一出身者を旧T、産業中央出身者を旧Sと呼び、出世のための人脈作りが活発に行われている。
半沢直樹
旧Sで本作の主人公。子会社の東京セントラル証券に出向中の実績が評価され、東京中央銀行本店の営業第二部 次長に復帰した。
頭取から直々に指名され、帝国航空の修正再建案のフォローを依頼される。自立再建可能な帝国航空に対し債権放棄は不要と考えており、債権放棄に抵抗する。
内藤寛
旧Sで営業第二部 部長。半沢の直属の上司でよき理解者。半沢が上げた、役員会の意向に反する債権放棄拒絶の稟議を認めて役員会で議論する。
渡真利忍
旧Sで融資部企画グループ次長。半沢の同窓同期。行内や霞が関に広い人脈を持ち、情報通として半沢に情報提供する。
近藤直弼
旧Sで広報部次長。半沢の同窓同期。敏腕広報次長として記者を通じタスクフォースの横暴を抑えようとする。
中野渡謙
旧Sで頭取。基本的にまっとうな判断を下すが、行内融和に腐心し時に清濁を併せ呑む度量を持つ。半沢にとっても目標とすべきバンカーとして挙げられている。
紀本平八
旧Tで債権管理担当の常務取締役。旧Tの派閥意識が強い。再生タスクフォースから要求された債権放棄について拒絶の稟議をあげようとする半沢の動きをことごとく妨害する。乃原とは小学校の同級生。
同じ池井戸潤の作品である花咲舞シリーズ『不祥事』の続編に当たる、第2作『花咲舞が黙ってない』にも旧東京第一銀行の重鎮として登場している。
牧野の腹心であり、真実を隠ぺいするために死んだ牧野の遺志を継いで東京第一銀行の不適切融資エリア51案件を隠蔽しつづける。
曽根崎雄也
旧Tで審査部次長。紀本派。元々帝国航空の担当であったが、再建計画が進まないことから担当を半沢に替えられたこともあり、半沢を敵対視する。
田島春
旧Sで審査部審査役。半沢の帝国航空再建チーム内の部下。
富岡義則
旧Sで検査部部長代理。半沢の元教育担当。かつては中野渡の下で働いており、現在もつながりがある。
灰谷英介
旧Tで法人部部長代理。紀本派で半沢のことを冷たくあしらう。紀本が隠ぺいする旧東京第一銀行の不適切な融資を管理していたが、半沢を警戒した紀本の指示で書類を確認したことで隠し場所が発覚し、書類を押さえられる。
牧野治
旧Tで元副頭取。旧東京第一銀行頭取で、合併後は東京中央銀行の副頭取に就任していた。しかし合併直後に発覚した詐欺事件で旧東京第一銀行の不適切な無担保融資が関与していたことが判明し、それに絡んで特別背任罪で逮捕されるも、保釈中に自宅で自殺した。中野渡は彼の自殺は「東京第一銀行の行員のために真実を隠ぺいするため」と認識しているが、一方で牧野のことを国際感覚に秀でた優れたバンカーとして評価し、しがらみに囚われて抜け出せなくなったのだと考えている。
同じ池井戸潤の作品である花咲舞シリーズ『不祥事』の続編に当たる、第2作『花咲舞が黙ってない』にも旧東京第一銀行の頭取として登場しており、会長の高橋らが管理する不適切な融資(エリア51)に苦しめられる。

### 帝国航空
経営危機に陥った大手航空会社。業績悪化により既に2度再建計画の下方修正を行っている。
神谷巌夫
社長。再建が思うように進まない現状と、企業年金改革におけるOBとの板挟みにあっている。
山久登
財務部長。当初は半沢らの作製した厳しい再建案に難色を示すも、後に割り込んできたタスクフォースの横暴に耐え兼ね半沢らとの関係が良好となる。

### 開発投資銀行
政府系金融機関で帝国航空のメインバンク。
谷川幸代
企業金融部第四部次長。再生タスクフォースから債権放棄を要求されるが、半沢と同じく自立再建可能な帝国航空に対し債権放棄は不要と考えており、債権放棄の拒絶の道を探るべく行内で奮闘する。

### 進政党
衆院選での勝利により政権与党となった政党。「クリーンな政治」を掲げている。
的場一郎
内閣総理大臣。
白井亜希子
国土交通大臣。アナウンサーから政治家へと転身し、当選回数は少ないながらも、箕部の後ろ盾もあり大臣の座をつかみ取る。
新政権と自身の有用性をアピールすることを目的として、諮問機関の帝国航空再生タスクフォースを立ち上げる。 議員歴が浅く、的場が提案した開発投資銀行の民営化案に賛成してしまい債権放棄が失敗した原因の一端を作る。
箕部啓治
進政党の重鎮議員であり、進政党設立メンバー。東京第一銀行からは「利権のデパート」と評され、様々な取引を行っていた。
東京第一銀行からマンション建設の名目で融資を受けるも合意の上で舞橋ステートに転貸し、空港予定地を買わせて高く売ることで大儲けをさせる。

### 帝国航空再生タスクフォース
白井大臣が立ち上げた帝国航空の企業再生のための諮問機関。
乃原正太
弁護士。再生タスクフォースリーダー。企業再建の分野ではかなり名の売れた再建屋であるが、一方で債務者の資産隠しなどに長けるため債権者(=銀行)からの評価は芳しくない。
手腕を発揮して再建屋としての地位と名声をさらに上げるべく、東京中央銀行へ帝国航空の債権500億円の放棄を迫る。
樽のような肥満体で黒ぶちの丸眼鏡をかけている。紀本とは小学校の同級生だが、彼にいじめられていた過去を持つ。
箕部や白井とは以前からの付き合いであるがあくまでもビジネス上の関係であり、「政治を腐らせているだけ」「とことん懲らしめてやりたい」と述べている。
三国宏
再生タスクフォースサブリーダー。
元外務省のキャリア官僚で外資系ファンドへ転職。企業買収と企業再生分野で実績を持つ。

### 金融庁
黒崎駿一
検査官。かつてAFJ銀行を苛烈な検査で破綻に追い込んだことでその悪名を轟かせた「銀行業界の嫌われ者」。政権を奪取した進政党の意向で帝国航空の再建について東京中央銀行に対しヒアリングを行う。
第2作『オレたち花のバブル組』にも登場する。なお、2作目では銀行に赴いてくる時はエリート紳士然としているが、半沢の顔を見つけるとオネエ言葉で話しかけてくる。